# Arthur Brill
Arthur Brill (* 22. Januar 1883 in Graudenz, Westpreußen; † 19. September 1956 in Buch) war ein deutscher Politiker (SPD) und in Danzig der Vorsitzende der Sozialdemokratischen Partei der Freien Stadt Danzig (1921–1936) sowie Volkstagsabgeordneter.

## Leben
Arthur Brill arbeitete bis 1908 als Bauarbeiter. 1906 bis 1908 war er Vorsitzender des Gewerkschaftskartells in Graudenz. Im Februar 1908 wurde er hauptamtlicher Geschäftsführer und Vorsitzender der Filiale des Bauarbeiterverbands bzw. des Nachfolgers Baugewerksbunds in Danzig.
Arthur Brill war spätestens ab 1914 Vorsitzender der SPD in Danzig. Mit der Bildung der Freien Stadt Danzig wurde er 1920 Vorsitzender der Sozialdemokratischen Partei der Freien Stadt Danzig. 1919 bis 1936 war er Gemeindeverordneter in Ohra und Mitglied des Kreistags und des Kreisausschusses des Kreises Danziger Höhe.
1919 wurde er in die verfassunggebende preußische Landesversammlung gewählt. Mit der Abtrennung Danzigs vom Reich schied er aus dem Landtag aus. 1920 war er Mitglied des Danziger Staatsrates. Bei der Wahl zur verfassungsgebenden Versammlung in Danzig 1920 wurde er 1920 gewählt und gehörte von da an bis 1937 dem Volkstag an. 1935 bis 1937 war er Vorsitzender der SPD-Fraktion im Volkstag Danzig's.
Nach der Machtergreifung der Nationalsozialisten 1933 geriet er ins Visier der neuen Machthaber. Er verlor die Anstellung bei der Gewerkschaft und wurde 1933 zu 1 Jahr Gefängnis wegen „Untreue“ verurteilt. Am 26. August 1935 wurde er im Volkstag von einem Nationalsozialisten blutig geschlagen.
Um einen Vorwand für das Verbot der SPD zu finden, konstruierten die Nationalsozialisten die Legende, führende Sozialdemokraten hätten verbotswidrig Waffen besessen. Von Dezember 1936 bis zum März 1937 wurde Brill unter diesem Vorwurf in Untersuchungshaft wegen „verbotenen Waffenbesitzes“ gehalten. Gegen die „freiwillige“ Mandatsniederlegung wurde er aus der Haft entlassen.